# Rennwett- und Lotteriegesetz
Das Rennwett- und Lotteriegesetz (RennwLottG, RWLG) ist ein deutsches Steuergesetz über die Besteuerung von Wetteinsätzen bei Pferderennen, Sportwetten und Lotterien. Das Gesamtaufkommen lag im Jahr 2017 bei 1,837 Mrd. Euro.

## Steuerart
Die RennwLottG-Steuer (auch als Totalisatorsteuer bezeichnet) ist eine durch Bundesgesetz geregelte indirekte Steuer. Die Verwaltung obliegt den Bundesländern, denen auch die Einnahmen zustehen. Davon zu unterscheiden sind die gemeinnützigen Zweckabgaben für sportliche, kulturelle, soziale und denkmalpflegerische Zwecke, zu denen die Lotteriebetreiber neben der Steuer gesetzlich verpflichtet sind.

## Steuergegenstand

### Rennwetteinsätze
Der Rennwettsteuer unterliegen die aus Anlass von Pferderennen an einem Totalisator oder bei einem Buchmacher abgeschlossenen Wetten.
- Von den am Totalisator gewetteten Beträgen hat der Betreiber des Totalisators eine Steuer von 5 % zu entrichten.
- Von den bei einem Buchmacher abgeschlossenen Wetten ist eine Steuer von 5 % des Wetteinsatzes zu entrichten.

### Sportwettsteuer
Sportwetten von inländischen und ausländischen Anbietern, die im Inland veranstaltet werden oder bei denen der Spieler seinen Wohnsitz in Deutschland hat, unterliegen der Sportwettensteuer nach § 17 des Gesetzes. Die Einnahmen gehen an die Bundesländer. Alle in Deutschland getätigten Sportwetten werden mit 5 % des Spieleinsatzes besteuert.
Die Besteuerung erfolgt auch bei Sportwetten, die über das Internet abgeschlossen werden.
Die Steuer für die staatlichen ODDSET-Wetten wurde damit von 16,66 % auf 5 % gesenkt. Bei Pferdewetten werden ebenfalls fünf Prozent erhoben. Sport- und Rennwettanbieter haben dabei ganz unterschiedliche Besteuerungsmodelle. Einige Anbieter ziehen die 5 % direkt vom Wetteinsatz ab, andere besteuern ausschließlich den Bruttogewinn. Einige wenige Ausnahmen bei den Wettanbietern geben die 5 % Wettsteuer nicht an den Kunden weiter.
Seit Einführung der Sportwettsteuer am 1. Juli 2012 (neuer § 17 Abs. 2 Rennwett- und Lotteriegesetz) erhalten die Bundesländer deren Einnahmen, vorerst befristet bis 2019 (neuer § 24 Rennwett- und Lotteriegesetz).
Im Zeitraum vom 1. Juli 2012 bis zum 31. Dezember 2012 wurden bundesweit 84,13 Millionen Euro aus der Sportwettsteuer eingenommen, im Jahr 2013 betrugen die Einnahmen 188,70 Mio. Euro
und im Jahr 2014 225,68 Mio. Euro.
Insgesamt betrug das Steueraufkommen seit Einführung bis Ende des 1. Quartals 2015 bundesweit 554 Mio. Euro.

### Lotterieeinsätze
Der Lotteriesteuer (umgangssprachlich Lottosteuer) unterliegen im Inland veranstaltete öffentliche Lotterien und Ausspielungen. Von ihr werden neben der staatlichen Klassenlotterie vor allem das Zahlenlotto und grundsätzlich auch der Fußballtoto erfasst. Der Steuer unterliegen auch ausländische Lose und Spielausweise, wenn sie ins Inland eingebracht werden.
- Bei inländischen öffentlichen Lotterien und Ausspielungen beträgt die Steuer 20 % des planmäßigen Preises (Nennwert) sämtlicher Lose oder des Wettscheines ausschließlich der Steuer.
- bei ausländischen Losen und Spieleinlagen beträgt die Steuer 0,25 Euro für je einen Euro vom planmäßigen Preis; ein angefangener Euro wird wie ein ganzer berechnet.

## Steuerschuldner
Alle Veranstaltungen, die der Rennwettsteuer oder der Lotteriesteuer unterliegen, müssen beim zuständigen Finanzamt angemeldet werden. Steuerschuldner ist bei Lotterien und Ausspielungen und bei der Sportwette der Veranstalter bzw. bei ausländischen Losen derjenige, der die Lose in das Inland verbracht hat.

## Steuerfälligkeit
Die Steuer auf Rennwetten ist innerhalb einer Woche nach Ablauf jedes halben Kalendermonats zu entrichten, sofern nicht bei wiederkehrenden Veranstaltungen ein Abrechnungsverfahren durch Verwendung und Entwertung von Stempelzeichen zugelassen ist.
Die Steuer für Lotterien und Ausspielungen ist vom Veranstalter zu entrichten, bevor mit dem Losabsatz begonnen wird. Die Steuer für Sportwetten ist am 15. Tag nach Ablauf des Anmeldungszeitraums fällig.

## Historische Entwicklung
Die Rennwett- und Lotteriesteuer ist eine der ältesten noch gebräuchlichen Steuerarten in Deutschland.
Bereits im 15. Jahrhundert wurden Lotterien in der Form der Auslosung von Wertgegenständen wie Silbergeräten zur Finanzierung öffentlicher Aufgaben in Notfällen veranstaltet. Im 18. Jahrhundert fand die aus Italien übernommene Klassenlotterie über Wien 1751 und Berlin 1763 als Zahlenlotto den Zugang nach Deutschland. Von den Landesfürsten erfolgte die finanzielle Nutzung des Glücksspiels entweder anhand der eigenständigen Durchführung als Lotterieregal oder durch Belegung der Wetteinsätze mit Akzisen (Verbrauchsteuern).
Durch das zum 1. Oktober 1881 in Kraft gesetzte Gesetz, betreffend die Erhebung von Reichsstempelabgaben (Reichsstempelgesetz – RStempelG) vom 1. Juli 1881 (RGBl. S. 185) wurde die reichseinheitliche Urkundensteuer in Form der amtlichen Abstempelung der Lotteriescheine geschaffen. Auf die gleiche Weise wurden ab 1891 die Wettscheine für Pferderennen erfasst.
Das Rennwett- und Lotteriegesetz wurde 1922 in seiner heutigen Form verabschiedet und seitdem nur geringfügig geändert und angepasst. Unter anderem wurde nach dem Zweiten Weltkrieg die Besteuerung auf Fußballwetten ausgedehnt. Der Deutsche Bundestag hat Ende Juni 2021 das Gesetz zur Besteuerung von Sportwetten (BGBl. I S. 1424) verabschiedet und damit das Gesetz erstmals in größerem Umfang geändert.
Im Februar 2025 hat das Bundesverfassungsgericht zwei Verfassungsbeschwerden gegen das Gesetz als unzulässig nicht zur Entscheidung angenommen.